# The Ferris Wheel
The Ferris Wheel was een Britse band uit de late jaren 1960, die soul verbond met psychedelische rock en werd beschreven als een van Engelands grote verloren muzikale schatten van midden tot eind jaren 1960 en als een van de meest populaire clubacts van die tijd. Ze brachten de twee albums Can't Break the Habit (1967) en Ferris Wheel (1970) uit, de laatste met zangeres Linda Lewis.

## Bezetting
- Diane Ferraz[2] (zang)
- Dave Sweetnam[3] (saxofoon)
- George Sweetnam[4] (basgitaar, zang)
- Barry Reeves[5] (drums)
- Mike Liston[6] (keyboards, zang)
- Keith Anthony (gitaar)

## Geschiedenis
De band werd eind 1966 geformeerd. De oorspronkelijk in Trinidad geboren zangeres Diane Ferraz had eerder in een duo opgetreden met zangeres Nicky Scott. Ze waren aan elkaar gekoppeld en gepromoot door manager en platenproducent Simon Napier-Bell, die veel publiciteit voor het duo vergaarde door zijn contacten in de Londense muziekbusiness en omdat een combinatie van blanke mannelijke en zwarte zangeressen in die tijd ongebruikelijk was. Ferraz en Scott brachten in 1966 drie singles uit bij Columbia Records en toerden met de begeleidingsband Simon's Triangle. De band omvatte toetsenist Mike Liston, ook bekend als Michael Snow, die eerder lid was van de band West Five en The She Trinity steunde. Ferraz en Scott hadden samen weinig commercieel succes, hoewel Napier-Bells promotionele vaardigheden namens hen hem in staat stelden om manager te worden van The Yardbirds. Nadat Scott was vertrokken, werd de band kort aangekondigd als Diane Ferraz en Simon's Triangle.
Ferraz en Liston formeerden vervolgens The Ferris Wheel met Dave Sweetnam (saxofoon), George Sweetnam (bas, zang) en Barry Reeves (drums), die lid waren van de begeleidingsgroep The Checkmates van zanger Emile Ford. De gebroeders Sweetnam (de naam wordt soms verkeerd gespeld als Sweetman, en de broers gebruikten ook de achternaam Ford) waren halfbroers van Emile Ford. De bezetting van The Ferris Wheel - die hun naam ontleende aan die van Ferraz - werd gecompleteerd door gitarist Mike Anthony, later vervangen door Keith Field. De zang in de band werd gedeeld tussen Ferraz, Liston en George Sweetnam.
The Ferris Wheel werd al snel een populaire clubact in Londen en toerde op grotere schaal. Ze werden gecontracteerd bij Pye Records door producent John Schroeder, die in 1967 de lp Can't Break the Habit met hen opnam. De plaat putte uit zowel psychedelische pop- als soulinvloeden, waarbij sommige van hun nummers en arrangementen werden vergeleken met die van van The Fifth Dimension. Er werden drie singles van de lp uitgebracht: I Can't Break the Habit (1967), Let It Be Me en The Na Na Song (beide in 1968), maar geen enkele plaatste zich in de Britse singlehitlijst.
De band bleef toeren, totdat Ferraz besloot de muziekbusiness te verlaten om een gezin te stichten. Ze werd in 1968 kort vervangen door Marsha Hunt, voordat deze op haar beurt vertrok om te worden vervangen door Linda Lewis. Onder andere personele veranderingen werd Reeves vervangen door drummer Dennis Elliott en in 1969 verliet Field de band om te worden vervangen door gitarist Terry Edmunds, die op zijn beurt werd vervangen tegen het einde van de carrière van de groep, eerst door Bernie Holland en ten slotte door Jim Cregan. Met Lewis als leadzanger tekende de band een platencontract bij Polydor Records, dat begin 1970 de single Can't Stop Now uitbracht, geproduceerd door Ian Samwell, gevolgd door het album Ferris Wheel. Het album werd uitgebracht bij het Uni-label in de Verenigde Staten, maar was geen succes. De band ging in 1970 uit elkaar.

## Latere activiteiten
Hoewel Ferraz niet meer actief was in de muziekbusiness, zetten verschillende andere bandleden hun muzikale carrière voort.
Michael Snow (ook bekend als Liston) schreef de Britse hitsingle Rosetta van Georgie Fame en Alan Price en trad op met onder meer Colin Blunstone en Doris Troy, voordat hij in 1973 naar Nashville (Tennessee) verhuisde om als songwriter en producent te werken. Hij nam op met Dennis Locorriere en bracht de drie albums Here Comes the Skelly (1998), The Rats and the Rosary (2001) en Never Say No to a Jar (2003) uit met Ierse invloeden.
Bassist George Ford (ook bekend als Sweetnam, Sweetman of Sweetnam-Ford) werd een sessiemuzikant en werkte in de jaren 1970 samen met de Welshe singer-songwriter Meic Stevens, Doris Troy, Medicine Head, Peter Skellern en Steve Harley & Cockney Rebel. Hij stond op het album Year of the Cat van Al Stewart en speelde met Cliff Richard en The Shadows, voordat hij in de jaren 1980 naar Canada verhuisde. Daar werkte hij onder meer samen met Long John Baldry. Volgens Snow overleed Ford in 2007 in Canada.
Barry Reeves werd lid van Blossom Toes voordat hij naar Duitsland verhuisde, waar hij werkte als percussionist en songwriter bij het James Last Orchestra. Hij trouwde in 1988 met zangeres Madeline Bell en overleed in 2010 aan een longontsteking.
Linda Lewis en Jim Cregan trouwden later en scheidden vervolgens. Lewis werkte als soloartiest vanaf 1970, nam bijna 20 albums op en had verschillende Britse hitsingles, waaronder Rock-A-Doodle-Doo (1973) en It's In His Kiss (1975). Cregan werkte onder andere met Family, Steve Harley & Cockney Rebel en Rod Stewart. Marsha Hunt verscheen in de musical Hair in Londen en werkte als model, actrice en als solozangeres in de jaren 1970, voordat ze een bekend schrijver en romanschrijver werd. Dennis Elliott speelde later in de bands If en Foreigner.
Sequel Records bracht in 2000 een uitgebreide cd-editie uit van Can't Break the Habit, met herinneringen van Diane Ferraz.

## Discografie

### Singles
- 1967: Can't Break the Habit /  Number One Guy
- 1968: Let It Be Me / You Look At Me
- 1968: The Na na Song / Three Cool Cats
- 1970: Can't Stop Now / I Know You Well

### Albums
- 1967: Can't Break the Habit (uitgebreide uitgave op cd in 2000)
- 1970: Ferris Wheel